# Michael Aguilar
Michael Aguilar (* 4. September 1979) ist ein ehemaliger belizischer Leichtathlet. Er war auf den 400-Meter-Hürdenlauf spezialisiert.
Aguilar nahm an den Olympischen Sommerspielen 2004 in Athen teil. Im Wettbewerb über 400 m Hürden schied er in den Vorläufen aus.